# Кошеверова, Надежда Николаевна
Надежда Николаевна Кошеве́рова (10 [23] сентября 1902, Санкт-Петербург, Российская империя — 22 февраля 1989, Москва, СССР) — советская кинорежиссёр-сказочница. Заслуженный деятель искусств РСФСР (1966).

## Биография
Родилась в Санкт-Петербурге 10 (23) сентября 1902 года. Отец — Николай Кошеверов, купец 1-й гильдии — имел собственный дом на Сергиевской улице.
В 1923 году окончила актёрскую школу при петроградском театре «Вольная комедия» и до 1928 года была актрисой в театрах Ленинграда (в том числе и в Ленинградском театре сатиры у Н. П. Акимова). Училась в киномастерской Фабрики эксцентрического актёра (ФЭКС) (1925—1928).
С 1929 года она работала на «Ленфильме», где начала карьеру ассистентом режиссёра на картинах о Максиме — «Юность Максима» (1934), «Возвращение Максима» (1937), «Выборгская сторона» (1938).
Первый (не сохранившийся) фильм «Однажды осенью» она сняла в 1937 году, а первый успех пришёл к ней после выхода на экраны снятой совместно с Ю. А. Музыкантом в 1939 году лирической комедии «Аринка».
До начала Великой Отечественной войны молодому режиссёру удалось снять ленту «Галя» — фильм о финской войне, запрещённый к показу.
Впервые к жанру сказки, ставшему её основным творческим направлением, она обратилась в 1944 году. Дебютом в этом жанре стал фильм-опера «Черевички» по одноимённой опере Чайковского, снятый совместно с режиссёром М. Г. Шапиро.
В 1947 году значительный успех получил фильм «Золушка» — сценарий Е. Л. Шварца, оформление Н. П. Акимова, с точностью подобранный состав артистов получили признание у зрителя, критиков и вошли в историю отечественного кино. В 1950-е, продолжив работу как успешный комедиограф («Шофёр поневоле», «Осторожно, бабушка!»), она старалась сохранять верность столь любимому ею жанру волшебной сказки для детей. В трёх фильмах-сказках снялся один из её любимых актёров — Олег Даль.
Последней её режиссёрской работой стала картина 1987 года «Сказка про влюблённого маляра».
Скончалась 22 февраля 1989 в Москве. Похоронена на кладбище в посёлке Комарово под Санкт-Петербургом.

## Семья
Первый муж — театральный режиссёр, художник, педагог Н. П. Акимов. Вместе с Акимовым работала над фильмами «Золушка» (1947, Акимов — художник) и «Тени» (1953, Акимов — режиссёр).
Второй муж — оператор-постановщик А. Н. Москвин. Сын — Николай Москвин (1935—1995).

## Фильмография

### Художественные фильмы
- 1939 — Аринка
- 1940 — Галя (среднеметражный)
- 1944 — Черевички (совм. с М. Г. Шапиро)
- 1947 — Золушка (совм. с М. Г. Шапиро)
- 1953 — Весна в Москве (совм. с И. Е. Хейфицем)
- 1953 — Тени (совм. с Н. П. Акимовым)
- 1954 — Укротительница тигров (совм. с А. В. Ивановским)
- 1956 — Медовый месяц
- 1958 — Шофёр поневоле
- 1960 — Осторожно, бабушка!
- 1963 — Каин XVIII (совм. с М. Г. Шапиро)
- 1966 — Сегодня — новый аттракцион
- 1968 — Старая, старая сказка
- 1971 — Тень
- 1974 — Царевич Проша
- 1977 — Как Иванушка-дурачок за чудом ходил
- 1979 — Соловей
- 1982 — Ослиная шкура
- 1984 — И вот пришёл Бумбо…
- 1987 — Сказка про влюблённого маляра

### Сценарии
- 1944 — Черевички (совм. с М. Шапиро)
- 1953 — Весна в Москве